# Комолова, Анна Михайловна
Анна Михайловна Комолова (31 января [13 февраля] 1911, Хвостово, Московская губерния, Российская империя — 13 мая 2001, Москва, Россия) — советская актриса театра и кино, педагог. Заслуженная артистка РСФСР (1948). Широкую известность получила благодаря исполнению главной роли в фильме «Шуми-городок» (1939). Лауреат Сталинской премии второй степени (1951).

## Биография
Родилась 31 января 1911 года в деревне Хвостово (Московская область). С 1918 года училась в 18-й трудовой школе в Москве, затем в Хореографическом училище имени Луначарского.
После окончания училища танцевала сначала в Московском мюзик-холле, затем — в Московском драмбалете при Государственном объединении музыки, эстрады и цирка (ГОМЭЦ), однако из-за осложнения на сердце, возникшего после перенесённой ангины, вынуждена была прервать танцевальную карьеру и стала драматической актрисой.
В 1932—1933 годах выступала на сцене Центрального детского театра. В 1933—1979 гг. — актриса МХАТа СССР имени Горького. До конца жизни во МХАТе имени А. П. Чехова играла роль Стрэги в спектакле «Татуированная роза», поставленном Р. Г. Виктюком в 1982 году по одноимённой пьесе Теннесси Уильямса.
Снималась в кино, озвучивала мультфильмы. Преподавала в Школе-студии МХАТ.
Умерла 13 мая 2001 года от воспаления лёгких. Похоронена в Москве на Новодевичьем кладбище (участок № 6).
Муж — народный артист СССР Владимир Ершов (1896—1964).

## Награды и премии
- Орден «Знак Почёта» (26 октября 1948 года) — за выдающиеся заслуги в развитии советского театрального искусства и в связи с пятидесятилетием со дня основания Московского орденов Ленина и Трудового Красного Знамени Художественного Академического театра СССР имени М. Горького[1]
- Медаль ордена «За заслуги перед Отечеством» II степени (23 октября 1998 года) — за многолетнюю плодотворную деятельность в области театрального искусства и в связи со 100-летием Московского Художественного академического театра[2]
- Заслуженная артистка РСФСР (26 октября 1948 года) — за выдающиеся заслуги в развитии советского театрального искусства и в связи с пятидесятилетием со дня основания Московского орденов Ленина и Трудового Красного Знамени Художественного Академического театра СССР имени М. Горького[3]
- Сталинская премия второй степени (1951) — за исполнение роли в спектакле «Вторая любовь» Е. Ю. Мальцева и Н. А. Венкстерн.

## Фильмография
1. 1938 — Борьба продолжается — Нелли, дочь Мерца
2. 1939 — Шуми городок — Галя, шофёр Горсовета
3. 1939 — Истребители — медсестра / нет в титрах
4. 1940 — Старый наездник — Маруся, внучка Трофимова
5. 1969 — Восстановление Блендомежа (фильм-спектакль)
6. 1972 — Нахлебник (фильм-спектакль)
7. 1973 — Село Степанчиково и его обитатели (фильм-спектакль) — приживалка
8. 1979 — Мёртвые души (фильм-спектакль) — дама, нет в титрах
9. 1980 — Дульсинея Тобосская — эпизод
10. 1987 — Байка — эпизод
11. 1989 — Татуированная роза (телеспектакль) — Стрэга

## Озвучивание и дубляж
1. 1936 — Настоящий товарищ — дублирование детских ролей
2. 1957 — Снежная королева (1957) — мальчик Кай
3. 1961 — Ключ — Ребёнок